# Чемпіонат України з легкої атлетики 1994
Чемпіонат України з легкої атлетики 1994 серед дорослих був проведений 26-28 травня в Києві на Республіканському стадіоні.

## Основний чемпіонат

### Чоловіки
| Дисципліни                | Золото                                                                                            | Золото   | Срібло                                                                           | Срібло   | Бронза                                    | Бронза   |
| ------------------------- | ------------------------------------------------------------------------------------------------- | -------- | -------------------------------------------------------------------------------- | -------- | ----------------------------------------- | -------- |
| 100 метрів                | Владислав Дологодін Харківська область                                                            | 10,21    | Сергій Осович Івано-Франківська область                                          | 10,26    | Дмитро Ваняікін Запорізька область        | 10,31    |
| 200 метрів                | Олексій Чихачов Запорізька область                                                                | 20,76    | Андрій Гавриленко Київ                                                           | 20,80    | Олександр Шличков Запорізька область      | 20,96    |
| 400 метрів                | Вадим Огій Дніпропетровська область                                                               | 46,08    | Олег Твердохліб Дніпропетровська область                                         | 46,18    | Олександр Голик Київ                      | 46,70    |
| 800 метрів                | Андрій Буженко Харківська область                                                                 | 1.52,50  |                                                                                  |          |                                           |          |
| 1500 метрів               | Ігор Ліщинський Дніпропетровська область                                                          | 3.46,16  |                                                                                  |          | Альберт Мітін Київ                        | 3.46,59  |
| 5000 метрів               | Валерій Чесак Дніпропетровська область                                                            | 13.59,00 | Богдан Крупа Запорізька область                                                  | 14.00,79 | Ігор Сурла Чернівецька область            | 14.03,27 |
| 10000 метрів              | Петро Сарафінюк Вінницька область                                                                 | 29.00,95 | Володимир Буханов Одеська область                                                | 29.13,27 | Ігор Осьмак Київ                          | 29.18,00 |
| 110 метрів з бар'єрами    | Володимир Білоконь Кіровоградська область                                                         | 13,40 NR | Владислав Губа Дніпропетровська область                                          | 13,68    |                                           |          |
| 400 метрів з бар'єрами    | Геннадій Горбенко Дніпропетровська область                                                        | 51,10    |                                                                                  |          |                                           |          |
| 3000 метрів з перешкодами | Олексій Пацерін Дніпропетровська область                                                          | 8.43,02  | Іван Твардовський Тернопільська область                                          | 8.45,48  | Ігор Осьмак Київ                          | 8.57,35  |
| 4×100 метрів              |                                                                                                   |          |                                                                                  |          |                                           |          |
| 4×400 метрів              | Дніпропетровська область U23Роман Пелих Олексій Якімащенко Володимир Михайленко Геннадій Горбенко | 3.17,13  | Київська область U23Сергій Волошин Сергій Босак Сергій Косенко Олександр Пятаков | 3.17,76  |                                           |          |
| Стрибки у висоту          | Юрій Сергієнко Миколаївська область                                                               | 2,24     |                                                                                  |          | Микола Скороход Харківська область        | 2,20     |
| Стрибки з жердиною        | Василь Бубка Донецька область                                                                     | 5,40     |                                                                                  |          | Олександр Єременко Київ                   | 5,20     |
| Стрибки в довжину         | Віталій Кириленко Харківська область                                                              | 7,94     |                                                                                  |          | Дмитро Мишка Тернопільська область        | 7,61     |
| Потрійний стрибок         | Володимир Кравченко Полтавська область                                                            | 16,97    |                                                                                  |          | Владислав Єгоров Дніпропетровська область | 16,72    |
| Штовхання ядра            | Олександр Багач Київська область                                                                  | 20,64    | Роман Вірастюк Івано-Франківська область                                         | 19,84    | Олександр Клименко Київ                   | 19,70    |
| Метання диска             | Володимир Зінченко Запорізька область                                                             | 63,26    |                                                                                  |          |                                           |          |
| Метання молота            | Андрій Скварук Рівненська область                                                                 | 81,72    | Олександр Крикун Черкаська область                                               | 79,02    | Вадим Колесник Луганська область          | 78,76    |
| Метання списа             | Андрій Мазніченко Київ                                                                            | 78,00    |                                                                                  |          | Олексій Аксьонов Рівненська область       | 70,84    |

### Жінки
| Дисципліни                | Золото                                                                                      | Золото   | Срібло                                                                                   | Срібло   | Бронза                               | Бронза   |
| ------------------------- | ------------------------------------------------------------------------------------------- | -------- | ---------------------------------------------------------------------------------------- | -------- | ------------------------------------ | -------- |
| 100 метрів                | Жанна Тарнопольська Київ                                                                    | 11,00 NR |                                                                                          |          | Анжела Кравченко Донецька область    | 11,67    |
| 200 метрів                | Вікторія Фоменко Харківська область                                                         | 22,81    |                                                                                          |          |                                      |          |
| 400 метрів                | Людмила Кощей Рівненська область                                                            | 52,32    | Олена Насонкіна Харківська область                                                       | 52,57    | Яна Мануйлова Луганська область      | 53,11    |
| 800 метрів                | Олена Завадська Донецька область                                                            | 1.58,81  |                                                                                          |          | Інна Євсєєва Житомирська область     | 2.03,23  |
| 1500 метрів               | Олена Сторчова Київ                                                                         | 4.13,26  |                                                                                          |          | Олена Городничева Запорізька область | 4.15,67  |
| 3000 метрів               | Тетяна Біловол Одеська область                                                              | 9.18,65  | Наталія Воробйова АР Крим                                                                | 9.25,89  | Ілона Барванова АР Крим              | 9.35,02  |
| 10000 метрів              | Наталія Воробйова АР Крим                                                                   | 34.05,58 | Римма Дубовик Миколаївська область                                                       | 34.29,07 | Ілона Барванова АР Крим              | 34.32,07 |
| 100 метрів з бар'єрами    | Надія Бодрова Харківська область                                                            | 12,98    |                                                                                          |          |                                      |          |
| 400 метрів з бар'єрами    | Тетяна Терещук Луганська область                                                            | 54,96    |                                                                                          |          | Алла Шилкіна Київ                    | 58,26    |
| 2000 метрів з перешкодами | Ольга Козел Запорізька область                                                              | 6.25,12  | Віра Рагуліна Запорізька область                                                         | 6.25,89  | Наталія Постернак Донецька область   | 7.10,56  |
| 4×100 метрів              | Україна Анжеліка Шевчук Вікторія Фоменко Анжела Кравченко Антоніна Слюсар                   | 44,84    |                                                                                          |          |                                      |          |
| 4×400 метрів              | Дніпропетровська область U23Ірина Потемна Наталія Коробка Світлана Твердохліб Олена Марцонь | 3.41,81  | Миколаївська область U23Оксана Кочеткова Тетяна Головкіна Наталія Макух Ольга Маковецька | 3.41,94  |                                      |          |
| Стрибки у висоту          | Ірина Михальченко Миколаївська область                                                      | 1,88     |                                                                                          |          |                                      |          |
| Стрибки в довжину         | Олена Семираз Тернопільська область                                                         | 6,79     | Вікторія Вершиніна Київська область                                                      | 6,68     |                                      |          |
| Потрійний стрибок         | Вікторія Вершиніна Київська область                                                         | 13,77    |                                                                                          |          |                                      |          |
| Штовхання ядра            | Валентина Федюшина АР Крим                                                                  | 20,56    | Віта Павлиш Харківська область                                                           | 19,38    |                                      |          |
| Метання диска             | Ольга Нікішина Луганська область                                                            | 59,44    |                                                                                          |          |                                      |          |
| Метання молота            | Марина Пирог Київ                                                                           | 60,36    | Ольга Малахова Луганська область                                                         | 58,02    | Наталія Василенко Донецька область   | 56,62    |
| Метання списа             | Ірина Костюченкова Харківська область                                                       | 60,94    | Ольга Іванкова Харківська область                                                        | 58,52    |                                      |          |

## Інші чемпіонати
Крім основного чемпіонату, протягом року в різних містах України також були проведені чемпіонати України в окремих дисциплінах легкої атлетики серед дорослих:
- 1 березня — ходьба на 5000 метрів стадіоном серед жінок (Алушта)
- 24 квітня — марафонський біг (Київ)
- 7-8 травня — легкоатлетичні багатоборства (Сімферополь)
- 22 травня — шосейна ходьба на 20 та 50 кілометрів серед чоловіків та на 10 кілометрів серед жінок (Мукачево)

### Чоловіки
| Дисципліни           | Золото                            | Золото  | Срібло                                  | Срібло  | Бронза                                   | Бронза  |
| -------------------- | --------------------------------- | ------- | --------------------------------------- | ------- | ---------------------------------------- | ------- |
| Марафон              |                                   |         |                                         |         |                                          |         |
| Ходьба 20 кілометрів | Анатолій Козлов Сумська область   | 1:23.55 | Федосій Чумаченко Тернопільська область | 1:24.18 | Олександр Шаповалов Київська область     | 1:24.45 |
| Ходьба 50 кілометрів | Віталій Попович Київська область  | 4:13.47 | Володимир Сойка Львівська область       | 4:14.36 | Микола Ямщиков Київ                      | 4:15.23 |
| Десятиборство        | Сергій Блонський Київська область | 7400    | Олександр Журавльов Львівська область   | 7137    | Олександр Юрков Дніпропетровська область | 7134    |

### Жінки
| Дисципліни           | Золото                             | Золото  | Срібло                             | Срібло  | Бронза                            | Бронза |
| -------------------- | ---------------------------------- | ------- | ---------------------------------- | ------- | --------------------------------- | ------ |
| Марафон              | Людмила Пушкіна Херсонська область | 2:38.00 | Тетяна Леонова Севастополь         | 2:44.33 |                                   |        |
| Ходьба 5000 метрів   | Ольга Леоненко Київ                |         | Тетяна Рагозіна Полтавська область |         |                                   |        |
| Ходьба 10 кілометрів | Тетяна Рагозіна Полтавська область | 44.36   | Ольга Леоненко Київ                | 44.38   | Олена Веремійчук Київська область | 45.32  |
| Семиборство          | Ірина Матюшева Київ                | 6122    | Олена Болкун Луганська область     |         | Олена Ніколюк Київська область    |        |